# Центральный район (Калининград)
Центра́льный райо́н — один из трёх (до 2009 года — пяти) внутригородских административных районов Калининграда. Был образован 22 января 1952 года. Площадь района первоначально была 38,8 км², население — 125 633 чел. (2023). В состав района вошли три посёлка — Чкаловск, Зелёный, Западный. Центральный район — самый большой по площади и третий по численности населения район города.
Решением окружного Совета депутатов города Калининграда от 29 июня 2009 года № 140 Центральный район объединён с Октябрьским районом Калининграда в единый Центральный район.

## Расположение
Центральный район расположен в северной-западной части Калининграда, ранее граничил с Октябрьским и Ленинградским районами.

## История
Центральный район Калининграда находится на территории кёнигсбергских районов Фордер-Хуфен и Миттель-Хуфен (см. Хуфен) и части района Амалиенау, которые вошли в состав Кёнигсберга только в начале XX века.
До 1952 года район входил в состав Сталинградского района Калининграда, из которого был выделен указом президиума ВС РСФСР от 7 января 1952 года. Своё название район получил потому, что в середине XX века предполагалось разместить центр Калининграда в точке пересечения улиц Карла Маркса и Комсомольской.

## Население
| 1959     | 1970     | 1979     | 1989     | 2002     | 2009     | 2010     | 2012     | 2013     |
| -------- | -------- | -------- | -------- | -------- | -------- | -------- | -------- | -------- |
| 47 513   | ↗73 568  | ↗84 754  | ↗84 892  | ↘80 039  | ↘78 367  | ↗119 966 | ↗120 873 | ↗124 283 |
| 2014     | 2015     | 2016     | 2017     | 2018     | 2019     | 2020     | 2021     | 2023     |
| ↗127 671 | ↘127 214 | ↗129 592 | ↗132 065 | ↗133 762 | ↗135 158 | ↗135 360 | ↘126 302 | ↘125 633 |

## Администрация района

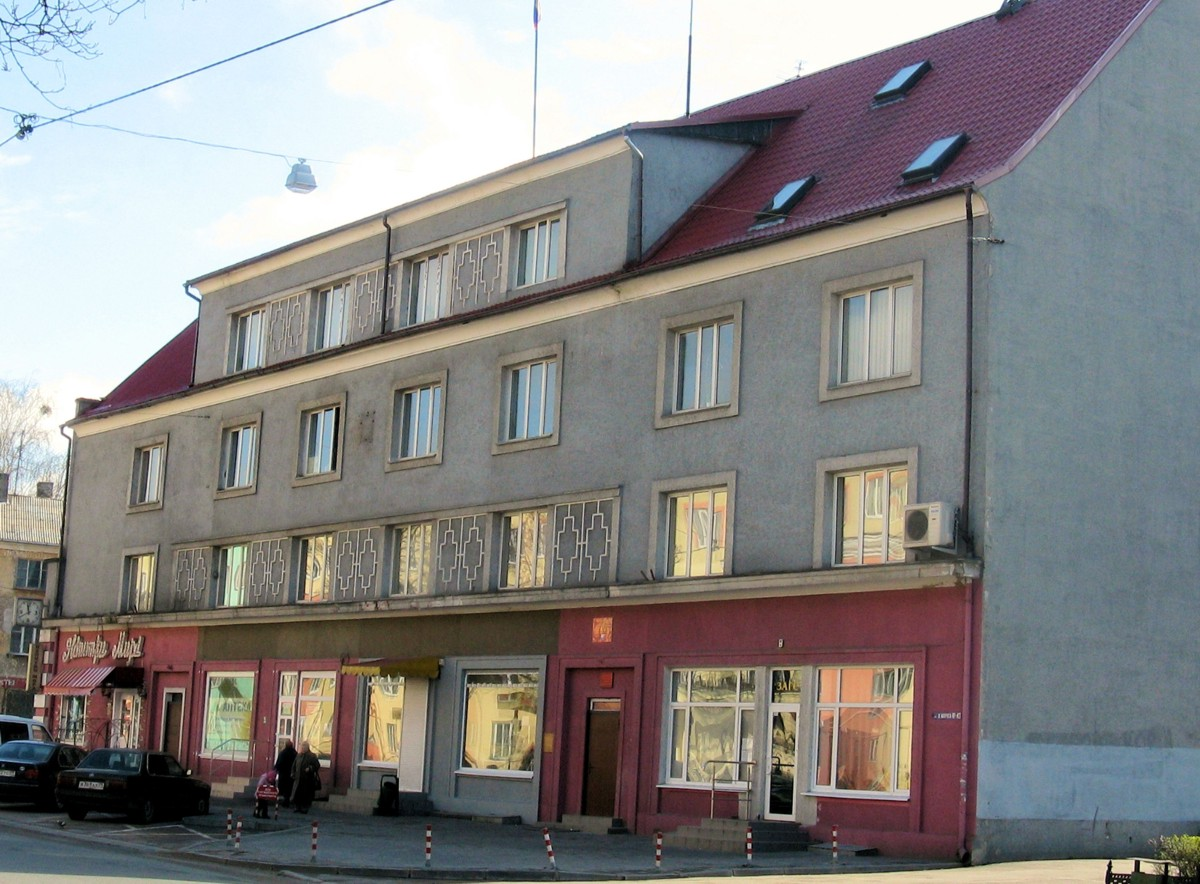
Здание администрации Центрального района

Администрация Центрального района действует на основании положения, утверждённого Решением городского совета депутатов № 262 от 28.03.1996 года.
Деятельностью администрации района руководит глава администрации на принципах единоначалия. В настоящее время главой администрации Центрального района является Лебедев А. А.
Администрация Центрального района состоит из управления жилищно-коммунального хозяйства и 4 самостоятельных отделов.
Администрация района подчиняется городской администрации.

## Экономика
Центральный район — один из промышленно-развитых центров Калининграда. В нем расположены крупные предприятия: Автотор, АО «Кварц», «Балтмебель», «Судореммашавтоматика», «Реммехзавод», «Калининградский рыбоконсервный комбинат», швейное предприятие «Янта», «Балттерм», типография «Янтарный сказ».

## Достопримечательности и архитектура
Центральный, как и Октябрьский, район наименее всего пострадал во время Второй мировой войны. Благодаря этому, в районе сохранилось много примечательных зданий немецкой постройки: корпус исторического факультета РГУ им. Канта (бывшая школа Крауса и Гиппеля), здание управления ФСБ (бывшее Полицейское управление), Калининградский деловой центр (бывшее здание Северного вокзала), главный корпус КГТУ (бывший Земельный и административный суд), ресторан «Гранд-холл» (бывшая Палата мер и весов).
В Центральном районе также располагается Калининградский областной Драматический театр (бывший Драматический театр Королевы Луизы) и Калининградский зоопарк, один из старейших зоопарков Европы.

### Галерея

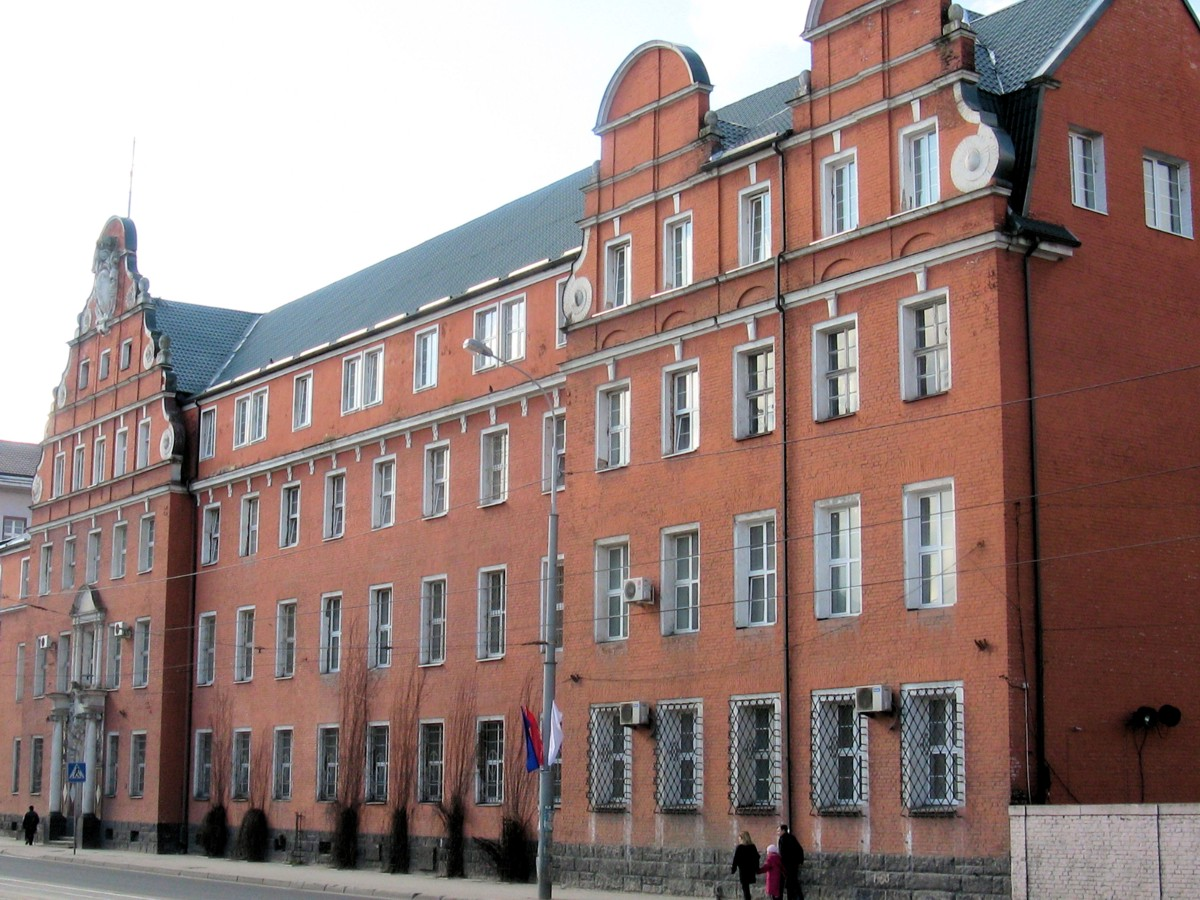
Здание Управления ФСБ
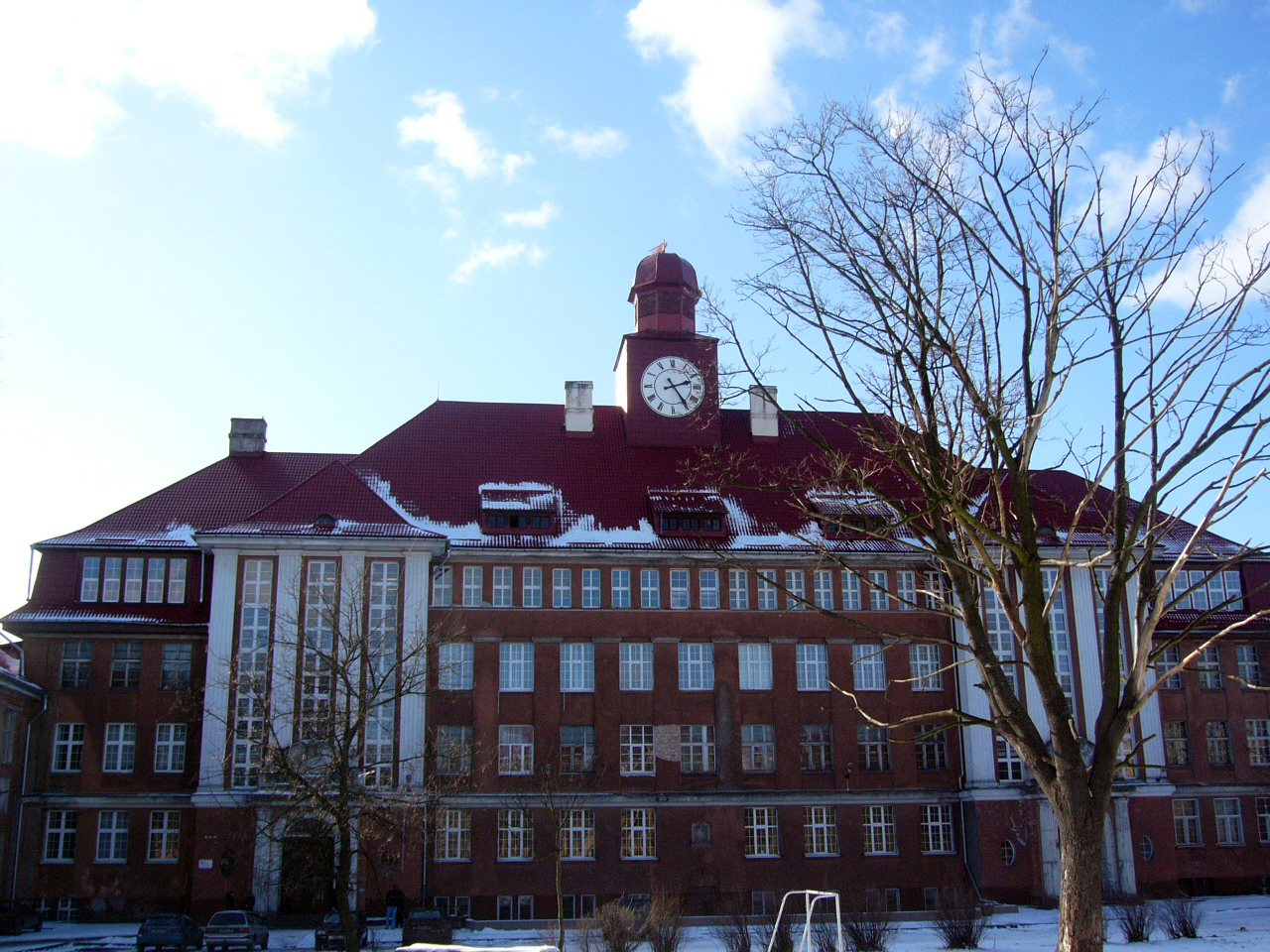
Корпус РГУ им. И. Канта
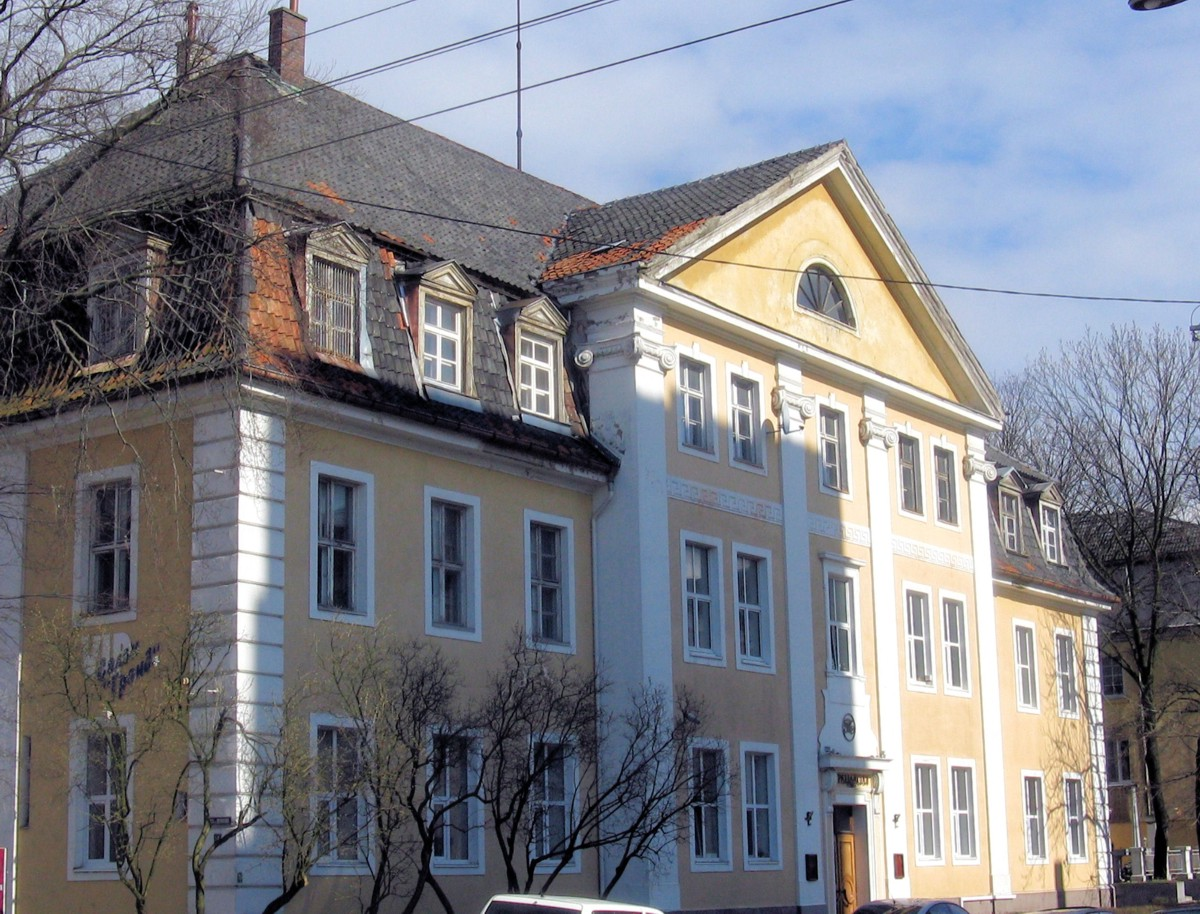
Ресторан «Гранд-холл»
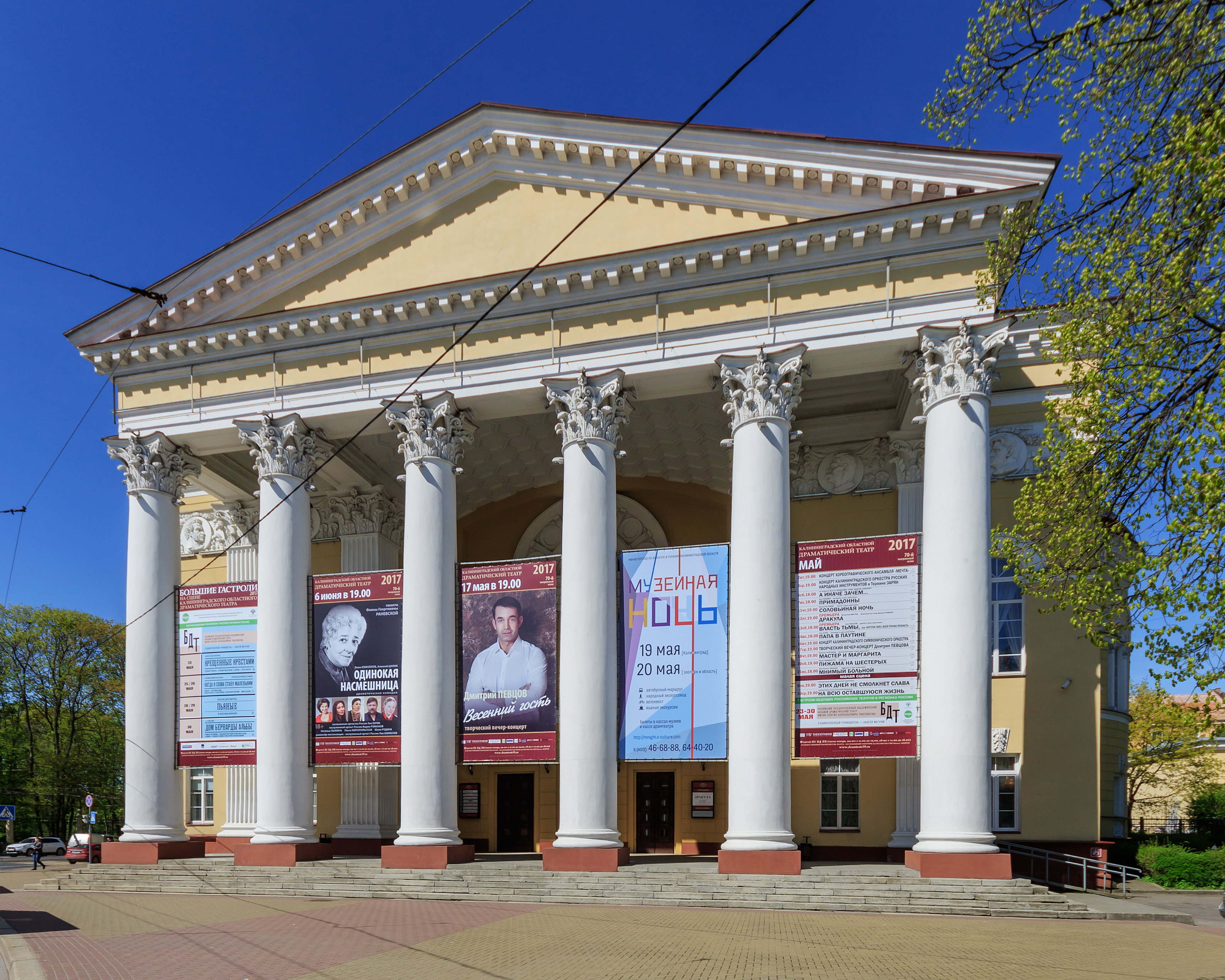
Драматический театр

## География

### Водоёмы района
На западе Центрального района, при въезде в посёлок имени Александра Космодемьянского, расположена группа карьерных озёр: Белое, Свалка, Пелавское и ещё 8 безымянных. Озеро Пелавское является официальной городской купальней.
Также через район проходит Питьевой канал, снабжающий Калининград водой. На территории района Канал проходит через два пруда: Филиппов (на окраине города) и Нескучный (непосредственно в городе). Купание как в канале, так и в прудах запрещено.
На юго-востоке по району проходит частично открытый участок Калининградского отводного канала — городского коллектора.

## Транспорт

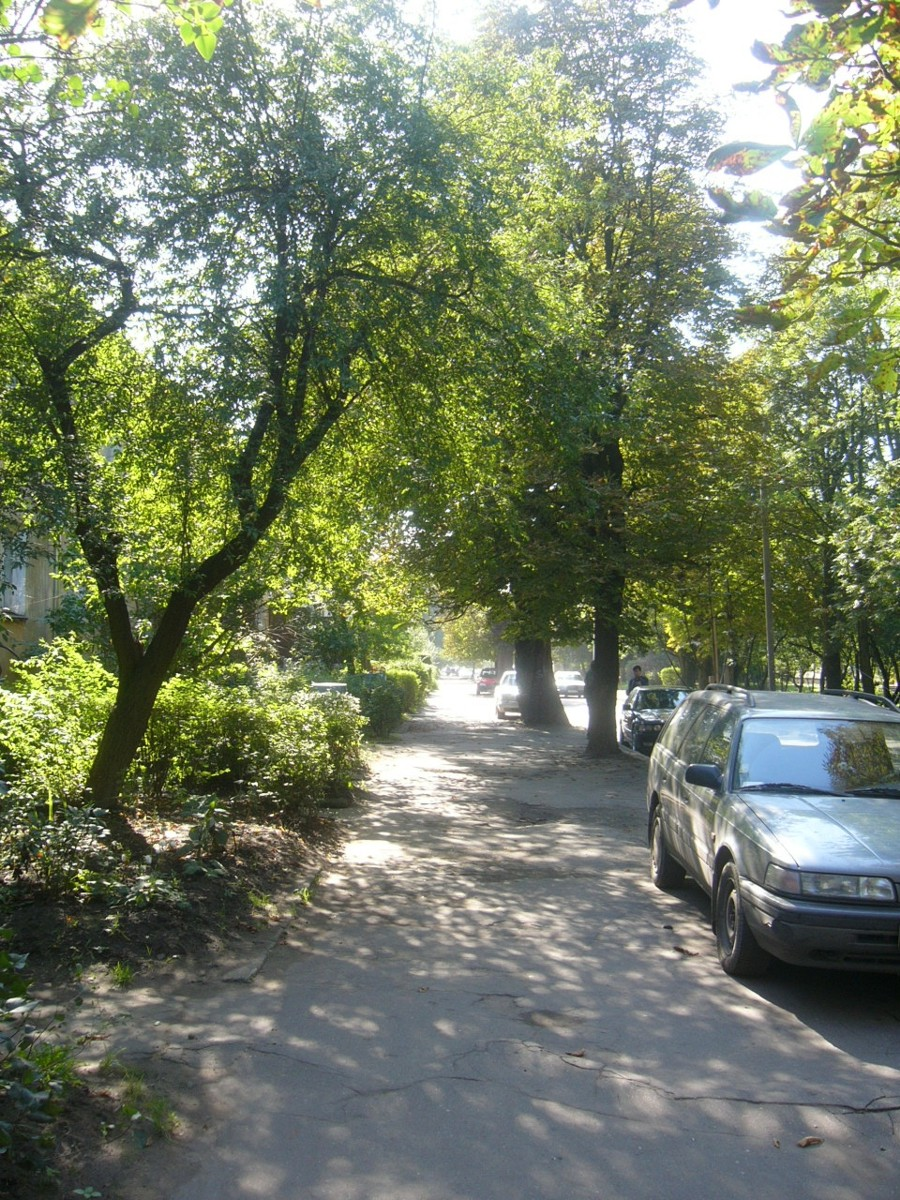
Каштановая аллея — зелёный уголок Центрального района

В районе расположены основные магистрали, связывающие Калининград с побережьем Балтийского моря — это, в первую очередь, Советский проспект, являющийся одной из самых протяжённых улиц города, а также проспект Победы, улицы Леонова и Карла Маркса. Также в Центральном районе находится Северный железнодорожный вокзал.
В Центральном районе развит городской пассажирский транспорт. Трамвайные маршрут № 3 и 5 связывают его с Южным вокзалом и Московским районом. Троллейбусный маршрут № 2 соединяет район с Московским проспектом. Автобусное сообщение очень интенсивно на главных улицах района (проспект Мира, Советский проспект, улица Леонова, улица Борзова), однако добраться до некоторых частей района (ул. Красная, Каштановая аллея, ул. Чекистов) может оказаться проблемой. С другой стороны, отсутствие интенсивного движения делает эти части центрального района наиболее привлекательными для проживания.

## Образование
В районе много высших, средних специальных и профессиональных технических учебных
заведений: Калининградский государственный технический университет, Балтийский Военно-морской институт им. Ушакова, Государственный колледж градостроительства, Московский гуманитарный университет, 11 школ (среди них — первая школа города Калининграда, основанная в 1945 году — гимназия № 1, Лицей №49 — самое крупное среднее учебное заведение области), 12 детских дошкольных учреждений, музыкальная школа имени Д. Шостаковича с музеем, детская художественная школа и детско-юношеский центр.